# William Martin Leake

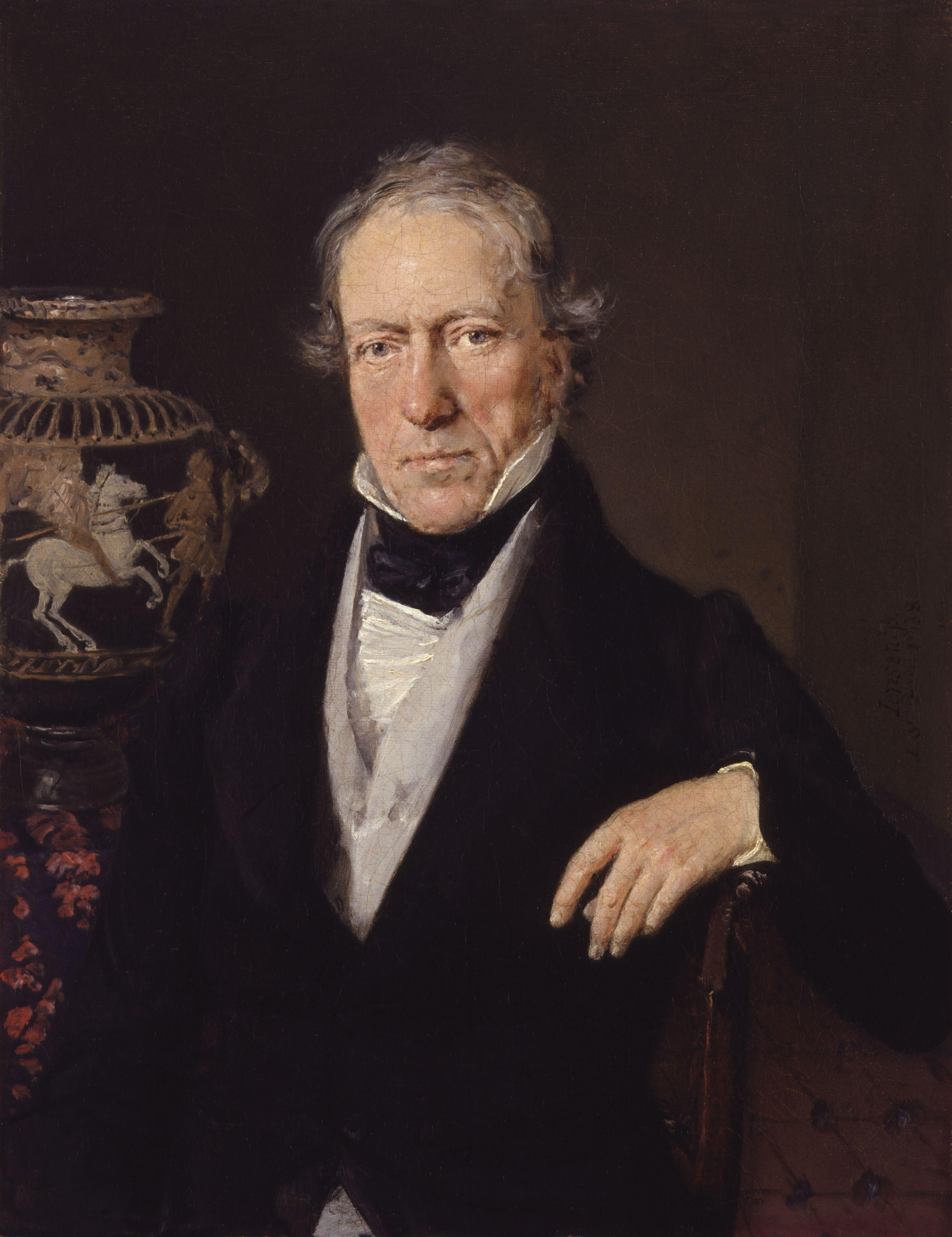
Bildnis W. M. Leake von Christian Albrecht Jensen, National Portrait Gallery, London

William Martin Leake /liːk/ (* 14. Januar 1777 in London; † 6. Januar 1860 in Brighton) war ein englischer Armeeoffizier und Archäologe.

## Leben
William Martin Leake stammte aus einer angesehenen, zu Thorpe-Hall bei Colchester in der Grafschaft Essex ansässigen Familie. Erzogen in der Royal Military Academy Woolwich, diente er erst vier Jahre in Westindien als Offizier bei der Marineartillerie und wurde dann von der britischen Regierung nach Konstantinopel gesandt, um die Osmanen in der Marineartillerie zu unterweisen. Eine im Jahr 1800 unternommene Reise durch Kleinasien nach Zypern, wo die britische Flotte lag, weckte in ihm die Neigung zur alten Topographie. 1801 zog er mit der türkischen Armee durch die Wüste nach Ägypten und bekam nach dem dortigen Abzug der Franzosen den Auftrag, das Niltal bis zu den Katarakten zu vermessen. Als er aber auf dem Seeweg die Elgin Marbles von Athen nach England bringen sollte, ging er all seiner Karten und Aufzeichnungen verlustig, als sein Schiff vor Kythira unterging. Kurz nach seiner Ankunft auf den Britischen Inseln wurde er 1804 beauftragt, die Küste von Albanien und Morea aufzunehmen, um den Osmanen bezüglich etwaiger Angriffe der Franzosen von Italien aus behilflich zu sein, und er benutzte diese Expedition zur Erforschung antiker Stätten und zu einer wertvollen Sammlung von Münzen und Inschriften.
Nachdem ein Krieg zwischen England und der Türkei ausgebrochen war, geriet Leake 1807 in Thessaloniki in Gefangenschaft, wurde jedoch in demselben Jahr freigelassen, worauf er eine diplomatische Mission zu Ali Pascha von Ioannina erhielt, dessen volles Vertrauen er gewann und bei dem er mehr als ein Jahr lang als Repräsentant des Vereinigten Königreichs verweilte. 1810 wurde ihm ein jährliches Einkommen von 600 Pfund für seine in der Türkei geleisteten Dienste gewährt. Nachdem er 1815 im Rang eines Obersts seinen Abschied aus dem aktiven Dienst genommen hatte, lebte er nur wissenschaftlicher Beschäftigung, insbesondere topographischen und archäologischen Studien. Er unternahm zu diesem Zweck neue Reisen nach Kleinasien. 
Er war Fellow der Royal Society sowie der Royal Geographical Society, Ehrenmitglied der Preußischen Akademie der Wissenschaften (1815) und korrespondierendes Mitglied der Académie des inscriptions et belles-lettres. 
Seine in Griechenland gesammelten Marmorskulpturen übergab er 1839 dem Britischen Museum; seine Bronzen, Vasen, Gemmen und Münzen wurden 1864 von der Universität Cambridge gekauft und im Fitzwilliam Museum ausgestellt. Anfang 1860 starb er im Alter von 83 Jahren in Brighton.

## Schriften
- Researches in Greece. Booth, London 1814 (Digitalisat).
- Topography of Athens. London 1821; 2. Auflage, 2 Bände. Cambridge 1841.
  - deutsch nach der 2. englischen Aufl. von Johann Georg Baiter und Hermann Sauppe, Zürich 1844; der Abschnitt über die Demen von Attika besonders bearbeitet und mit Zusätzen versehen von Westermann, Braunschweig 1840 (Digitalisat der 2. Ausgabe, Meyer & Zeller, Zürich 1844)
- Journal of a Tour in Asia Minor. London 1824 (Digitalisat)
- Travels in the Morea. 3 Bände, London 1830. (Digitalisat Band 1)
- Travels in Northern Greece. 4 Bände. University Press, Cambridge 1835. (Digitalisat Band 1), (Band 2), (Band 3)
- Memoir of the island of Cos, in: Transactions of the Royal Society, 2. Abteilung; Bd. 1, London 1843
- Peloponnesiaca. A supplement to Travels in the Moréa. Rodwell, London 1846. (Digitalisat)
- Greece at the end of twenty-three years' protection. London 1851.
- Numismata hellenica. 3 Bände. Cambridge 1854–1859.
  - A Catalogue of Greek Coins. Hearne, London 1854 (Digitalisat).
  - A Catalogue of Greek Coins Collected by William Martin Leake. Murray, London 1856 (Digitalisat).
  - A Supplement to Numismata Hellenica: A Catalogue of Greek Coins. Murray, London 1859 (Digitalisat).
- On some disputed questions of ancient geography. Murray, London 1857 (Digitalisat).